# Sunny Day Real Estate (album)
Sunny Day Real Estate è il secondo album della emo band statunitense Sunny Day Real Estate. I fan soprannominarono l'album LP2, e, a causa della copertina, The Pink Album. Questo album è uscito nel novembre del 1995, vari mesi dopo la prima divisione della band.
8 e Friday sono state registrate nuovamente per l'album. Entrambe le canzoni furono registrate e distribuite precedentemente su un singolo. L'ultima traccia, Rodeo Jones, fu registrata durante la sessione di registrazione dell'album precedente Diary, e distribuita sul singolo promozionale In Circles.
Nel settembre del 2009 è stata pubblicata una nuova versione dalla Sub Pop, con due bonus track: Spade and Parade (originariamente una b-side del singolo di Friday) e "Bucket of Chicken" (una b-side del singolo How It Feels to be Something On). Incluse nel disco ci sono delle note aggiuntive scritte dalla band.

## Tracce
1. Friday – 2:29
2. Theo B – 3:05
3. Red Elephant – 3:19
4. 5/4 – 3:33
5. Waffle – 4:25
6. 8 – 5:28
7. Iscarabaid – 4:47
8. J'Nuh – 4:52
9. Rodeo Jones – 5:09

## Grafica
La copertina è completamente rosa, con il nome del gruppo in caratteri piccoli in mezzo, senza altre scritte.

## Formazione
- Jeremy Enigk - chitarra, voce
- William Goldsmith - batteria
- Dan Hoerner - chitarra, voce
- Nate Mendel - basso

### Produzione
- Brad Wood - produttore